# Il Trentino

Il Trentino a été l'un des principaux quotidiens du Trentin, d'inspiration catholique, au début du XXe siècle.
Initialement appelé La Voce Cattolica, il prit le nom de Trentino à partir de 1906 et durant les premières années de l'après guerre Il Nuovo Trentino.
Le quotidien était rédigé par des personnalités du monde catholique trentin, dont Celestino Endrici, Alcide De Gasperi et Guido De Gentili.
Un article d'Alcide De Gasperi, directeur du journal, en date du 17 mars 1906, explique les raisons du changement de nom de La Voce cattolica a Il Trentino, en rappelant une exigence de laïcisation de la présence publique des catholiques.

## Sources
- (it) Cet article est partiellement ou en totalité issu de l’article de Wikipédia en italien intitulé « Il Trentino » (voir la liste des auteurs).

## Compléments